# Vaskrääma
Vaskrääma is een plaats in de Estlandse gemeente Pärnu, provincie Pärnumaa. De plaats heeft de status van dorp (Estisch: küla).
Tot 1 november 2017 behoorde Vaskrääma tot de gemeente Paikuse. Op die dag werd Paikuse bij de gemeente Pärnu gevoegd.

## Bevolking
Het dorp had 69 inwoners op 31 december 2011 en 67 inwoners op 31 december 2021.